# الناز حبیبی
الناز حبیبی (زادهٔ ۲۱ مرداد ۱۳۶۷) بازیگر اهل ایران است. وی دانش‌آموختهٔ رشتهٔ تدوین است.

## زندگی
الناز حبیبی در ۲۱ مرداد ۱۳۶۷ در تهران به دنیا آمد. او شش خواهر و برادر دارد و فرزند آخر خانواده است. مادرش پیش از ورود حبیبی به دانشگاه درگذشت و منجر به این شد که چهار سال، تحصیلات خود را ادامه ندهد و کار نکند. حبیبی دانش‌آموختهٔ رشته تدوین است. خانوادهٔ او در سوئد زندگی می‌کنند. او در سال ۱۳۹۴ گفت تابه‌حال به سوئد سفر نکرده است.حبیبی کلاس پنجم ابتدایی بود که در کانون پرورش فکری کودکان و نوجوانان برای بازی در فیلم دفترچه خاطرات به کارگردانی سعید سلطانی انتخاب شد. او می‌گوید پس از رضایت پدرش در ۱۱ سالگی وارد کار بازیگری شد.

## فیلم‌شناسی

### سینما
| سال  | عنوان                | نقش    | کارگردان        | یادداشت |
| ---- | -------------------- | ------ | --------------- | ------- |
| ۱۴۰۳ | بت                   |        | حمید نعمت‌الله   |         |
| ۱۴۰۲ | عینک قرمز            | پری    | حسین مهکام      |         |
| ۱۴۰۲ | شه‌سوار               | گلیزار | حسین نمازی      |         |
| ۱۴۰۲ | تمساح خونی           | خاطره  | جواد عزتی       |         |
| ۱۳۹۹ | فسیل                 | فرنگیس | کریم امینی      |         |
| ۱۳۹۸ | رمانتیسم عماد و طوبا | طوبی   | کاوه صباغ‌زاده   |         |
| ۱۳۹۸ | پیتوک                |        | سید مجید صالحی  |         |
| ۱۳۹۷ | تورنادو              | شیمبا  | سید جواد هاشمی  |         |
| ۱۳۹۷ | ژن خوک               |        | سعید سهیلی      |         |
| ۱۳۹۶ | خجالت نکش            | تینا   | رضا مقصودی      |         |
| ۱۳۹۶ | دشمن زن              | روشنک  | کریم امینی      |         |
| ۱۳۹۵ | ماه گرفتگی           |        | مسعود اطیابی    |         |
| ۱۳۹۴ | زاپاس                | نعنا   | برزو نیک‌نژاد    |         |
| ۱۳۹۳ | هدیه                 |        | امیراحمد انصاری |         |
| ۱۳۹۲ | ناخواسته             | نبات   | برزو نیک‌نژاد    |         |
| ۱۳۸۹ | پیتزا مخلوط          | الهه   | حسین قاسمی جامی |         |
| ۱۳۸۸ | فصل باران‌های موسمی   |        | مجید برزگر      |         |
| ۱۳۸۶ | رفیق بد              |        | عباس احمدی مطلق |         |

### تلویزیون
| سال  | عنوان               | نقش           | کارگردان                  | یادداشت  |
| ---- | ------------------- | ------------- | ------------------------- | -------- |
| ۱۳۹۹ | خندوانه             | مهمان         | رامبد جوان                | فصل هفتم |
| ۱۳۹۸ | دوپینگ              | شیوا          | رضا مقصودی                |          |
| ۱۳۹۷ | دل دار              | شادی جوانمردی | جمشید محمودی، نوید محمودی |          |
| ۱۳۹۶ | سارق روح            | مریم          | احمد معظمی                |          |
| ۱۳۹۶ | دورهمی              | مهمان         | مهران مدیری               | فصل سوم  |
| ۱۳۹۵ | پرستاران            | سمیرا نوروزی  | علیرضا افخمی              |          |
| ۱۳۹۴ | دردسرهای عظیم ۲     | بهار          | برزو نیک‌نژاد              |          |
| ۱۳۹۳ | سر به راه           | ریحانه        | سعید سلطانی               |          |
| ۱۳۹۳ | دردسرهای عظیم ۱     | بهار          | برزو نیک‌نژاد              |          |
| ۱۳۹۲ | دودکش ۱             | عالیه         | محمدحسین لطیفی            |          |
|      | به خاطر مونا        |               | مرتضی کوشایی              |          |
| ۱۳۹۰ | فراموشی             |               | سعید سلطانی               |          |
| ۱۳۹۰ | لبه آتش             |               | جواد افشار                |          |
| ۱۳۹۰ | تا ثریا             | الناز         | سیروس مقدم                |          |
| ۱۳۹۰ | پنج کیلومتر تا بهشت |               | علیرضا افخمی              |          |
| ۱۳۸۹ | سی امین روز         |               | جواد افشار                |          |
| ۱۳۸۹ | فاصله‌ها             | صبا           | حسین سهیلی‌زاده            |          |
| ۱۳۸۶ | روزگار قریب         | زهرا          | کیانوش عیاری              |          |
| ۱۳۸۶ | مهمانخانه‌ای در برف  |               | سعید سلطانی               | تله‌فیلم  |

### نمایش خانگی
| سال  | عنوان             | نقش    | کارگردان                    | یادداشت              |
| ---- | ----------------- | ------ | --------------------------- | -------------------- |
| ۱۴۰۳ | جان‌سخت            | نگار   | مصطفی تقی‌زاده               |                      |
| ۱۴۰۲ | حیثیت گمشده       | تهمینه | سجاد پهلوان‌زاده             |                      |
| ۱۴۰۱ | سیاه‌چاله          | خورشید | حسین نمازی                  |                      |
| ۱۴۰۱ | روزی روزگاری مریخ | مارا   | پیمان قاسم خانی، محسن چگینی |                      |
| ۱۴۰۱ | شام یکشنبه        |        | محمد قنبری                  | تله‌تئاتر، پخش آنلاین |
| ۱۴۰۰ | مردم معمولی       | رومینا | رامبد جوان                  |                      |
| ۱۴۰۰ | پیش‌گو             | مهمان  | امین انتظاری، رضا بهاروند   |                      |
| ۱۳۹۷ | هشتگ خاله سوسکه   |        | محمد مسلمی                  |                      |

### تئاتر
| سال  | عنوان                     | کارگردان                              |
| ---- | ------------------------- | ------------------------------------- |
| ۱۴۰۳ | جزیره لؤلؤ                | شروع:آتیلا پسیانی پایان: ستاره پسیانی |
| ۱۴۰۱ | آن سوی آینه               | علی سرابی                             |
| ۱۳۹۸ | شاه ماهی                  | رضا بهاروند                           |
| ۱۳۹۷ | زهرماری                   | علی احمدی                             |
| ۱۳۹۷ | خروس لاری                 | امید سهرابی                           |
| ۱۳۹۶ | سلول‌های حروم              | نیما یوسفی                            |
| ۱۳۹۵ | دوباره اون آهنگ رو بزن سم | داوود بنی اردلان                      |
| ۱۳۹۴ | من آنجا نیستم             | افشین اخلاقی                          |